# 雉河集会盟
雉河集会盟是发生在清朝咸丰五年（1855年），各地捻党首领在安徽雉河集（今安徽省涡阳县）公推张乐行为盟主的一次集会。
这次集会使各地捻党由分散变为统一，建立了“大汉”政权。会盟推举张乐行为“大汉明王”，并组建了捻军作为统一的军队。捻军的建制“五旗军制”也就此形成，即黄、白、红、黑、蓝五色军旗。捻军以《告示》和《行军条例》为宗旨，并以“救我残黎，除奸诛暴，以减公愤”为起义口号。会盟之后，捻军有了较为明确的起义目标、统一的内部编制和共同的纪律，成为江北大营一支较为强大的农民起义军。